# 安德烈·索卡奇
安德烈·索卡奇（羅馬尼亞語：Andrei Socaci，1966年6月19日—），罗马尼亚男子举重运动员。他曾代表罗马尼亚参加1984年和1988年夏季奥林匹克运动会举重比赛，其中1984年奥运会获得一枚银牌。